# Pseudomorphinae
Die Pseudomorphinae sind eine Unterfamilie der Laufkäfer (Carabidae). Im Vergleich zu den anderen Unterfamilien handelt es sich um eine ungewöhnliche Gruppe, deren taxonomischen Einordnung noch nicht vollends geklärt ist. Sie werden deshalb als incertae sedis zu den Laufkäfern gestellt.

## Merkmale

### Käfer
Der Körper der Gattung Pseudomorpha ist leicht konvex, langgestreckt und mit mehr oder weniger parallelen Seitenrändern. Bei der Gattung Adelotopus haben die Arten einen teilweise zylindrischen, sehr langgestreckten Körper, der Borkenkäfern (Scolytidae) ähnlich sieht. Die Gattung Sphallomorpha hat breit ovale, abgeflachte Körper. Bei manchen Arten dieser Gattung ist der Körper schwarz glänzend oder nahezu schwarz gefärbt, ansonsten sind die Käfer der Unterfamilie mit Flecken und Bändern gemustert oder haben blasse Seitenränder. Der Kopf ist waagerecht, bei der Gattung Cryptocephalomorpha ist er stark nach unten gewinkelt. Bei den Gattungen Adelotopus und Cainogenion befinden sich die Facettenaugen auf der Oberseite des Kopfes, bei den anderen Gattungen sind sie auf den Seiten. Die Gattung Cryptocephalomorpha weist nur sehr kleine Mandibeln auf. Die Beine sind kurz, haben jedoch stark entwickelte Schenkel (Femora). Sechs Sternite des Hinterleibs sind sichtbar.

### Larven
Seitlich betrachtet haben die Larven einen gekrümmten Hinterleib. Bei der Gattung Sphallomorpha befinden sich auf den Tergiten des fünften bis siebten Hinterleibssegments Reihen mit Stacheln. Die Larven der übrigen Gattungen haben einen angeschwollenen (physogastrischen) Hinterleib, der nur schwach sklerotisiert ist. Der langgestreckte oder nahezu quadratische Kopf hat keine Punktaugen (Ocelli). Das Pronotum ist sklerotisiert. Die Larven sind mit mehreren Typen von Härchen bzw. Borsten besetzt und tragen am Kopf große keulenförmige, abgeflachte oder gespaltene Borsten.

## Lebensweise
Die Imagines findet man hauptsächlich unter Rinde. Die bisher bekannten Larven, mit Ausnahme der Gattung Sphallomorpha, sind myrmekophil. Die bisher bekannten Larven von Sphallomorpha graben Löcher in den Erdboden in der Nähe von Ameisennestern und jagen darin versteckt nach Ameisen, ähnlich dem Jagdverhalten der Larven der Sandlaufkäfer (Cicindelinae). Die Unterfamilie umfasst die einzigen Laufkäfer, die sich ovovivipar fortpflanzen.

## Systematik und Verbreitung
Es sind fünf Gattungen aus der Orientalis und Australien bekannt: Adelotopus, Cryptocephalomorpha, Cainogenion, Paussotropus und Sphallomorpha. Eine weitere Gattung, Pseudomorpha ist aus der Neuen Welt bekannt.

## Belege